# 广西南宁民族师范学校
广西南宁民族师范学校是一所集小学师资培养、教师培训、教育科研于一体的中等师范学校。

## 学校简介
广西南宁民族师范学校是中华人民共和国广西壮族自治区教育厅直属的中等师范学校。位于南宁市青秀区。负责培养、培训小学师资和教育教学研究的任务。
建校以来，共培养了3万多名毕业生，培训小学教师达10万人次。

## 发展目标
努力贯彻科学的教育发展观，以建设人文校园、绿色校园、和谐校园为发展目标，使学生在德智体美等方面全面发展，办学规模、结构、质量、效益协调发展，教学质量、科研水平、育人成果持续发展。

## 建校历史
广西南宁民族师范学校创建于1905年。1958年，正式命名为广西南宁民族师范学校，由广西壮族自治区教育厅直属领导。
2003年1月1日，原广西南宁民族师范学校并入广西师范学院，撤销原广西南宁民族师范学校，成为广西师范学院的长堽校区（该校区所属区域为南宁市长堽村），原广西南宁民族师范学校附属学校也改为广西师范学院附属实验学校。详细地址在现南宁市燕子岭路4号，在长堽路和民主路附近。

## 办学规模
学校有教职工52名，其中专任教师49人，有高级职称的20人，中级职称24人。开设有普师班、体育班、图音班、培训班，在校学生2500人。设有理化生综合实验室、信息化实验室、语音室等。